# Pfarrkirche Pierbach

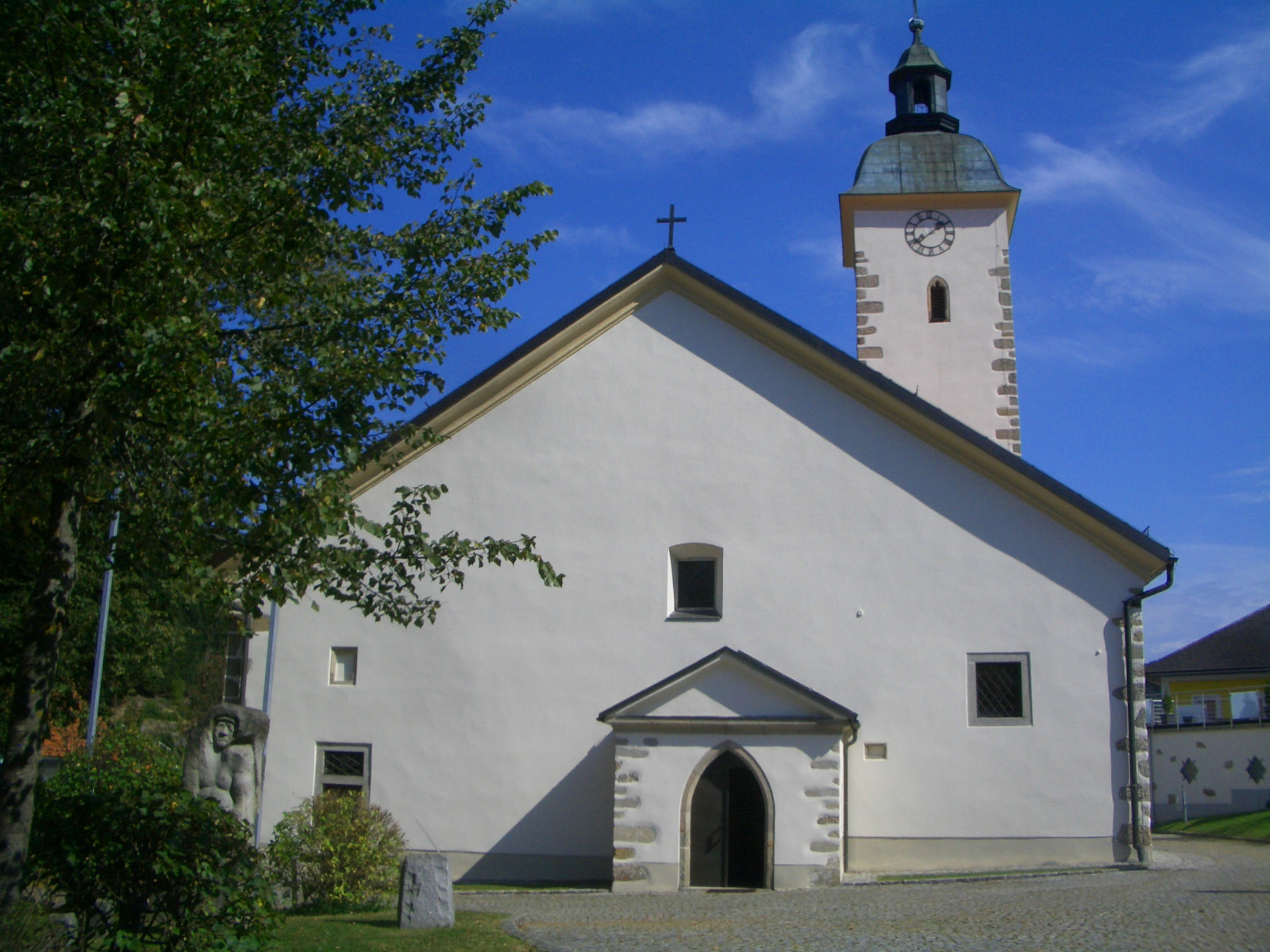
Katholische Pfarrkirche hl. Quirinus in Pierbach

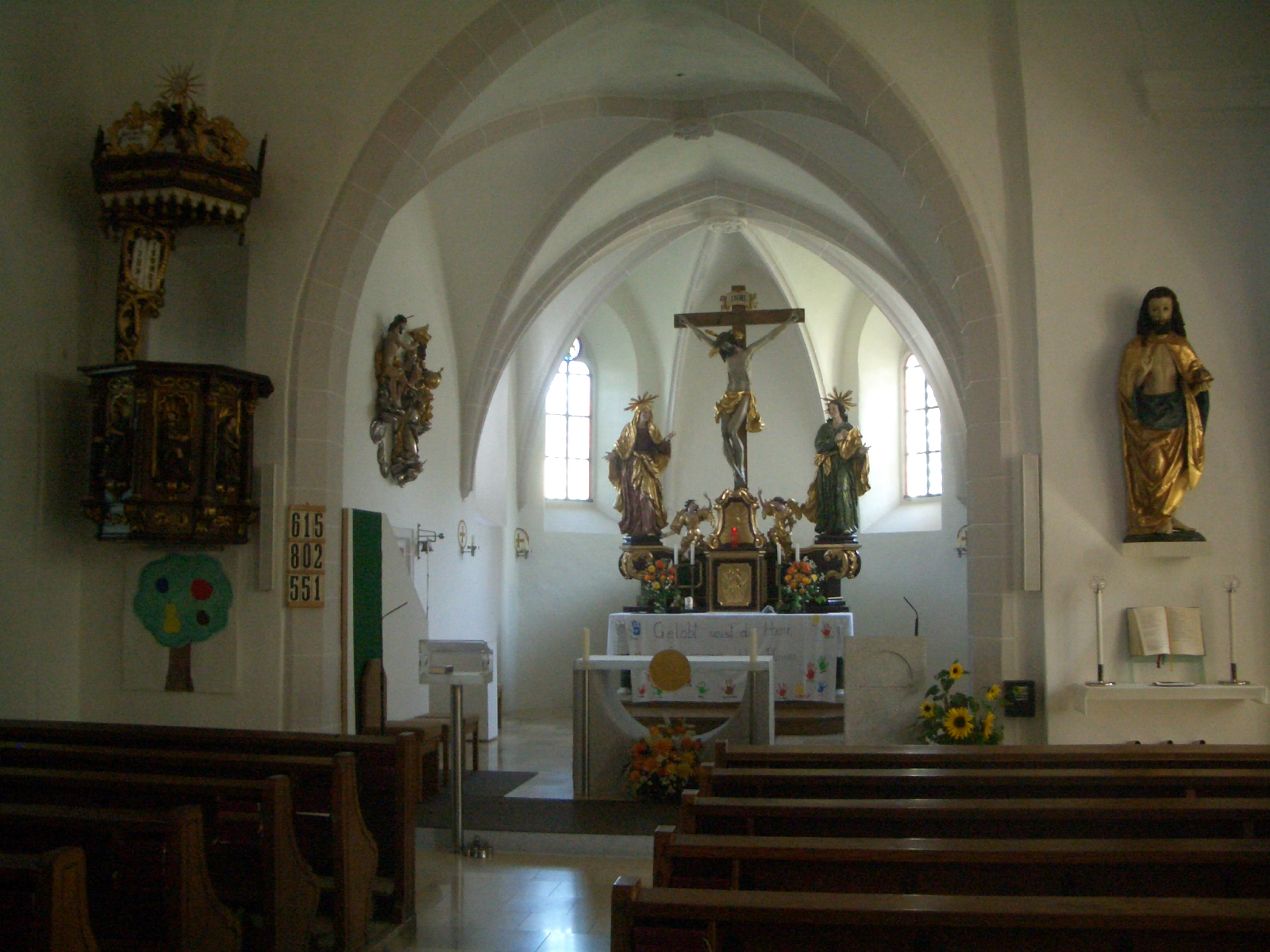
Im Langhaus zum Chor

Die Pfarrkirche Pierbach steht am westlichen Rand des Ortes auf leicht ansteigendem Terrain in der Gemeinde Pierbach im Bezirk Freistadt in Oberösterreich. Die auf den Heiligen Quirinus von Neuss geweihte römisch-katholische Pfarrkirche gehört zum Dekanat Unterweißenbach in der Diözese Linz. Die Kirche steht unter Denkmalschutz (Listeneintrag).

## Geschichte
Urkundlich wurde 1150 eine Kirche genannt, 1372 eine Pfarre. Das Patronat über die Pfarre befand sich urkundlich 1688 bei der Herrschaft Ruttenstein.
Romanische Langhausmauern im jetzigen Mittelschiff und ein romanischer Giebel aus dem 12. Jahrhundert sind erhalten. Der Turm wurde wohl in der zweiten Hälfte des 15. Jahrhunderts erbaut. Der Chor wurde um 1500 erbaut. Die Seitenschiffe um 1600 erbaut, ebenso die Westempore, beides mit einer Aufstockung des romanischen Langhauses als heutiges Mittelschiff mit Einwölbung. Das heutige Gewölbe im Mittelschiff ist aus der Mitte des 17. Jahrhunderts, im Dachboden sind noch die Ansätze der gotischen Gewölbekappen erhalten. Die Sakristei wurde im 18. Jahrhundert erbaut. Der Dachstuhl wurde 2000 neu errichtet. 

## Architektur
Die dreischiffige dreijochige Pseudobasilika mit einem deutlich höheren romanischen und gotisch erhöhten Mittelschiff hat ein Gewölbe mit barocken gurtunterlegten Stichkappentonnen bzw. Kreuzgratgewölbe auf Wandpfeilern. Die spätgotischen Seitenschiffe haben unterschiedliche Sternrippengewölbe. Der eingezogene einjochige Chor mit einem Fünfachtelschluss ist kreuzrippengewölbt. Der gotische Turm steht im südlichen Chorwinkel. Im nördlichen Chorwinkel steht eine barocke Sakristei. Im Osten und Westen ist die Kirchen von einer Kirchhofmauer umgeben.
Eine Wandmalerei im nördlichen Seitenschiff zeigt die Kreuzigung mit einer Stifterfamilie aus dem Anfang des 16. Jahrhunderts.

## Ausstattung
Nach der Entfernung der neugotischen Einrichtung entstand 1952/1954 eine Neuordnung der Einrichtung mit zum Teil angekauften Kunstwerken.
Den Hochaltar bildet eine Kreuzigungsgruppe aus dem Umkreis von Meinrad Guggenbichler aus dem Anfang des 18. Jahrhunderts, welche aus der ehemaligen Dorfkapelle Haslau bei Zell am Moos 1953 erworben wurde. Ein Engel aus dem ersten Viertel des 18. Jahrhunderts steht über einem barockisierenden Sockel, mit einem Tabernakel von Klothilde Rauch aus 1952/1954. Ein neugotischer Altartisch mit vorgestellten Säulen ist aus der zweiten Hälfte des 19. Jahrhunderts. Dahinter ist ein gemauerter gotischer Altar mit einer profilierten Mensa.
Die Orgel baute 1971 Herbert Gollini mit II Man./10 Reg. Es gibt barocke Pauken aus dem 18. Jahrhundert und ein Horn aus dem ersten Drittel des 19. Jahrhunderts.